# Freddy Rousselle

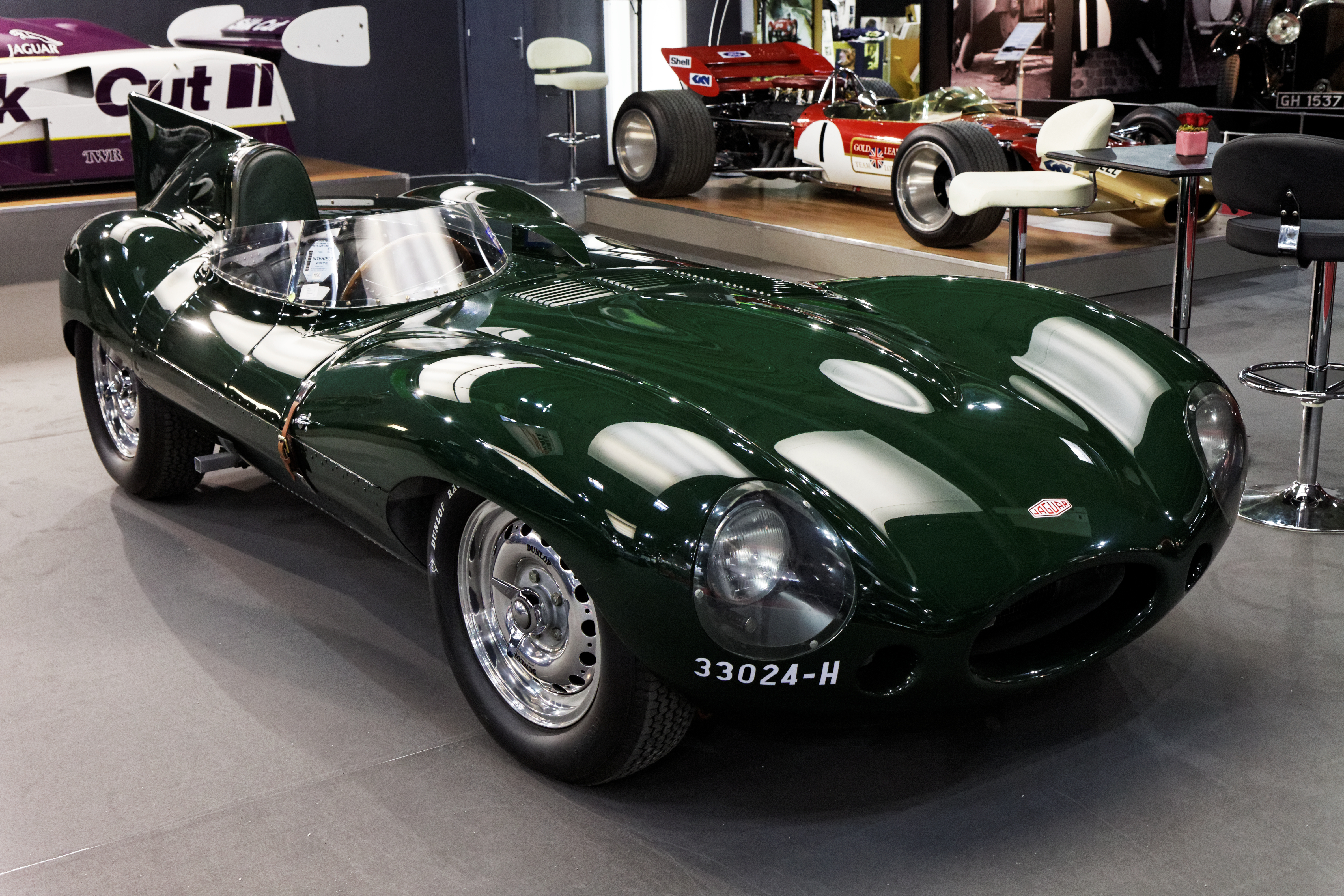
Auf einem Jaguar D-Type erreichte Freddy Rousselle 1956 und 1957 vierte Gesamtränge beim 24-Stunden-Rennen von Le Mans

Freddy Narcisse Rousselle (* 15. Mai 1927 in Verviers; † 25. März 2016 ebenda) war ein  belgischer Automobilrennfahrer.

## Karriere im Motorsport
Freddy Rousselle war in den 1950er-Jahren als Sportwagenrennfahrer aktiv. 1956 kam er als Ersatzfahrer der Equipe Nationale Belge zum ersten Mal zum 24-Stunden-Rennen von Le Mans. Wenige Minuten vor dem Start verzichtete Roger Laurent, der Teampartner von Jacques Swaters, nach einem Streit mit der Teamführung auf den Start und verließ den Rennplatz. Rousselle musste einspringen, obwohl er bis noch nie mit einem Jaguar D-Type im Rennen gefahren war. Die beiden Belgier beendeten das Rennen als Gesamtvierte. Bisher war Rousselle in der 3-Liter-Klasse vor allem Fahrzeuge der Marke Ferrari gefahren. Drei Wochen vor dem 24-Stunden-Rennen an der Sarthe war er auf einem Ferrari 750 Monza Zehnter beim Großen Preis von Rouen geworden.
1957 kam er wieder nach Le Mans; diesmal war er Partner von Paul Frère. Im Rennen hatte er Pech, als auf der Les Hunaudières die Zündung am D-Type ausfiel. Fast eine Stunde verlor Rousselle bei seinen Bemühungen, den Wagen wieder zum Laufen zu bringen. Eine Zeit, die am Schluss fehlte, um aufs Podium der ersten Drei zu gelangen. Rousselle wurde wieder Vierter. 
Sein letztes bekanntes Rennen war das 24-Stunden-Rennen von Spa-Francorchamps 1964, das er als Gesamtzehnter beendete.

## Statistik

### Le-Mans-Ergebnisse
| Jahr | Team                   | Fahrzeug      | Teamkollege     | Platzierung | Ausfallgrund |
| ---- | ---------------------- | ------------- | --------------- | ----------- | ------------ |
| 1956 | Equipe Nationale Belge | Jaguar D-Type | Jacques Swaters | Rang 4      |              |
| 1957 | Equipe Nationale Belge | Jaguar D-Type | Paul Frère      | Rang 4      |              |
| 1958 | Equipe Nationale Belge | Lister LM     | Claude Dubois   | Ausfall     | kein Öldruck |

### Einzelergebnisse in der Sportwagen-Weltmeisterschaft
| Saison | Team                                 | Rennwagen                       | 1   | 2   | 3   | 4   | 5   | 6   | 7   |
| ------ | ------------------------------------ | ------------------------------- | --- | --- | --- | --- | --- | --- | --- |
| 1956   | Equipe Nationale Belge               | Triumph TR2 Ferrari 750 Monza   | BUA | SEB | MIM | NÜR | KRI |     |     |
| 1956   | Equipe Nationale Belge               | Triumph TR2 Ferrari 750 Monza   |     |     | 83  |     | DNF |     |     |
| 1957   | Ecurie Nationale Belge Antonio Creus | Jaguar D-Type Ferrari 750 Monza | BUA | SEB | MIM | NÜR | LEM | KRI | CAR |
| 1957   | Ecurie Nationale Belge Antonio Creus | Jaguar D-Type Ferrari 750 Monza |     |     |     | DNF | 4   |     |     |
| 1958   | Equipe Nationale Belge               | Lister LM                       | BUA | SEB | TAR | NÜR | LEM | RTT |     |
| 1958   | Equipe Nationale Belge               | Lister LM                       |     | DNF |     |     |     |     |     |